# 松尾和子 (ジャーナリスト)
松尾 和子（まつお かずこ）は、イギリスに在住の日本人ジャーナリスト。月刊「航空情報」にイギリスのパイロットへのインタビュー記事を連載していた。

## 著書
単著
- 『空飛ぶイギリス人―英国的飛行機生活』（写真 栗原秀夫）（大日本絵画,2005年）ISBN 4499228719

翻訳
- 『闇の特殊戦闘員―テロと戦うプロフェッショナル』（イギリス特殊部隊SASに関する本）（著者:ジム・ショート） （講談社,2002年）ISBN 4062113546